# Prima Categoria 1905
Prima Categoria 1905 là mùa giải thứ 8 của giải bóng đá vô địch Ý, với Juventus là đội giành được chức vô địch.

## Quy định
Sau khi gia nhập FIFA, Liên đoàn bóng đá Ý đã cải thiện giải vô địch quốc gia của mình bằng những quy định mới.
Các trận đấu trên sân nhà và sân khách được tổ chức để thay thế cho thể thức một lượt đi.
Vòng thử thách đã bị bãi bỏ và vòng chung kết toàn quốc đã được giới thiệu.

## Vòng loại

### Piedmont
| Đội 1    | TTS | Đội 2           | Lượt đi | Lượt về |
| -------- | --- | --------------- | ------- | ------- |
| Juventus | 4–0 | F.B.C. Torinese | 2–0     | 2–0     |

Kết quả được quyết định sau khi F.B.C. Torinese bỏ cuộc.

### Lombardy
Thi đấu ngày 12/2 và 19/2
| Đội 1 | TTS  | Đội 2       | Lượt đi | Lượt về |
| ----- | ---- | ----------- | ------- | ------- |
| Milan | 9-10 | US Milanese | 3-3     | 6-7     |

### Liguria
Thi đấu ngày 5/2 và 19/2
| Đội 1        | TTS | Đội 2 | Lượt đi | Lượt về |
| ------------ | --- | ----- | ------- | ------- |
| Andrea Doria | 0-1 | Genoa | 0-0     | 0-1     |

## Vòng chung kết

### Bảng xếp hạng cuối cùng
| VT | Đội          | ST | T | H | B | BT | BB | HS | Đ | Giành quyền tham dự |
| -- | ------------ | -- | - | - | - | -- | -- | -- | - | ------------------- |
| 1  | Juventus (C) | 4  | 2 | 2 | 0 | 9  | 3  | +6 | 6 | Vô địch             |
| 2  | Genoa        | 4  | 1 | 3 | 0 | 7  | 6  | +1 | 5 |                     |
| 3  | US Milanese  | 4  | 0 | 1 | 3 | 5  | 12 | −7 | 1 |                     |

### Kết quả
| Đội 1       | Tỉ số | Đội 2       |
| ----------- | ----- | ----------- |
| Juventus    | 3-0   | US Milanese |
| Genoa       | 1-1   | Juventus    |
| US Milanese | 2-3   | Genoa       |
| US Milanese | 1-4   | Juventus    |
| Juventus    | 1-1   | Genoa       |
| Genoa       | 2-2   | US Milanese |